# برة (ثمرة)
البُرّة (بالإنجليزية: Caryopsis)‏ هي أحد أنماط الثمرة الجافة، وهي ثمرة محاصيل الحبوب مثل القمح والذرة والشعير والأرز. يلتصق غلافها الثمري بالبزرة.

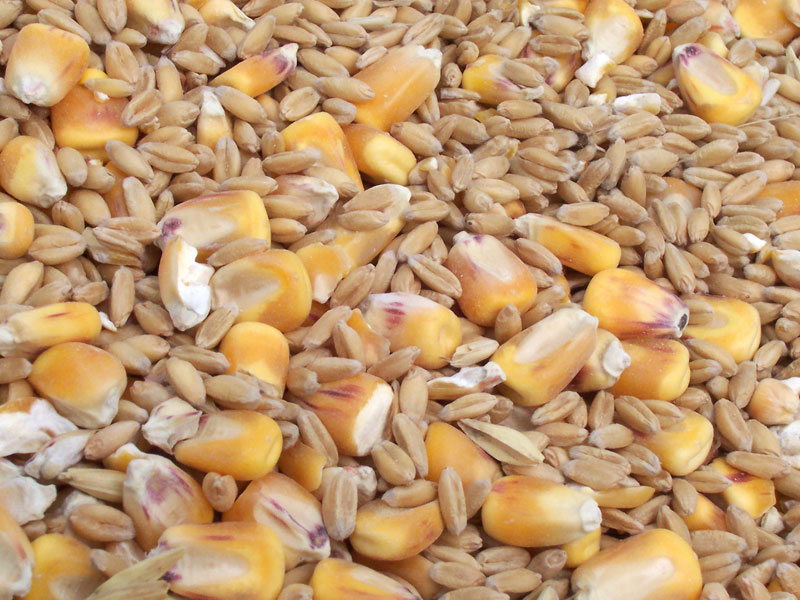
برر قمح وذرة